# Courage (Manowar)
Courage è un singolo del gruppo statunitense heavy metal Manowar, pubblicato nel 1997 esclusivamente in Germania e in Malaysia.

## Tracce
1. Courage – 3:42 (Joey DeMaio)
2. Today Is a Good Day to Die – 9:48 (Joey DeMaio)

## Formazione
- Ross the Boss - chitarra
- Joey DeMaio - basso
- Scott Columbus - batteria
- Eric Adams - voce